# Can Santes
Can Santes és una masia de Tona (Osona) inclosa a l'Inventari del Patrimoni Arquitectònic de Catalunya.

## Descripció
Edifici original d'un sol cos, cobert a doble vessant amb algunes dependències adossades a banda i banda. Té una paret gairebé tota de tàpia, que correspondria a la primitiva estructura, que més tard es modificaria, sobretot la façana, per donar-li una imatge com d'hostal: tres balcons al primer pis i una porta d'arc escarser a la planta, amb dues finestres a banda i banda.

## Història
No es tenen notícies històriques de Can Santes, però la seva estructura ens fa deduir que era una masia o masoveria, que al segle xix es convertiria en hostal per atendre la demanda dels estiuejants, que anaven als balnearis propers.
Cal notar la similitud amb altres edificis, com el balneari Ullastres, i sobretot la Bestreta o la Puda de Segalers.